# Loupiac (Tarn)
Loupiac település Franciaországban, Tarn megyében. Lakosainak száma 448 fő (2022. január 1.). Loupiac Lisle-sur-Tarn, Coufouleux, Montans, Parisot, Rabastens és Giroussens községekkel határos.

## Népesség
A település népességének változása:
| Lakosok száma | 401  | 398  | 423  | 408  | 414  | 421  | 427  | 439  | 448  |
|               | 2013 | 2015 | 2016 | 2017 | 2018 | 2019 | 2020 | 2021 | 2022 |